# Jaderná elektrárna Latina
Jaderná elektrárna Latina byla první jadernou elektrárnou v Itálii. Leží nedaleko města Latina. V provozu byla od roku 1964 do roku 1987, kdy bylo v referendu rozhodnuto postupné vyřazování jaderných zařízení v Itálii a elektrárna odstavena. Současným vlastníkem a provozovatelem je Società gestione impianti nucleari (SOGIN). 
Tvořil ji jeden reaktor Magnox o výkonu 153 MWe. Druhý reaktor, experimentální konstrukce CIRENE, byl budován od roku 1972. Do roku 1988 ale nebyl dokončen a nikdy se nedostal do provozu. 

## Historie
Bylo rozhodnuto postavit britský plynem chlazený, grafitem moderovaný reaktor (Magnox-GCR), který využívá přírodní uran. Smlouva byla zaslána Nuclear Power Plant Co. a k podpisu došlo 31. srpna 1958, kdy již byly zahájeny přípravy na výstavbu elektrárny. Podle smlouvy měl být v Latině postaven reaktor Magnox o výkonu 200 MW, identický v pozdější sesterské elektrárně Bradwell v Anglii. Výstavba reaktoru byla zahájena 1. listopadu 1958 a šlo o první komerční jadernou elektrárna postavenou v Itálii. Kritického stavu reaktor poprvé dosáhl 27. prosince 1962 a 12. května 1963 byla jaderná elektrárna Latina poprvé synchronizována s elektrickou sítí. Od 1. ledna 1964 byla v komerčním provozu, dokud nebyla definitivně 1. prosince 1987 odstavena jako druhá jaderná elektrárna v Itálii. V roce 1986 byla naposledy použita pro komerční výrobu elektřiny. V době uvedení do provozu měla nejsilnější reaktor v Evropě. V roce 2000 byly palivové články z reaktoru o hmotnosti 1 425 tun odvezeny do Anglie k přepracování.